# Zaječice
Zaječice är en ort i Tjeckien.   Den ligger i regionen Pardubice, i den centrala delen av landet, 110 km öster om huvudstaden Prag. Zaječice ligger 268 meter över havet och antalet invånare är 933.
Terrängen runt Zaječice är huvudsakligen platt, men åt sydväst är den kuperad.Runt Zaječice är det ganska tätbefolkat, med 80 invånare per kvadratkilometer. Närmaste större samhälle är Pardubice, 16,4 km nordväst om Zaječice. I omgivningarna runt Zaječice växer i huvudsak blandskog.